# 超級雪曼坦克

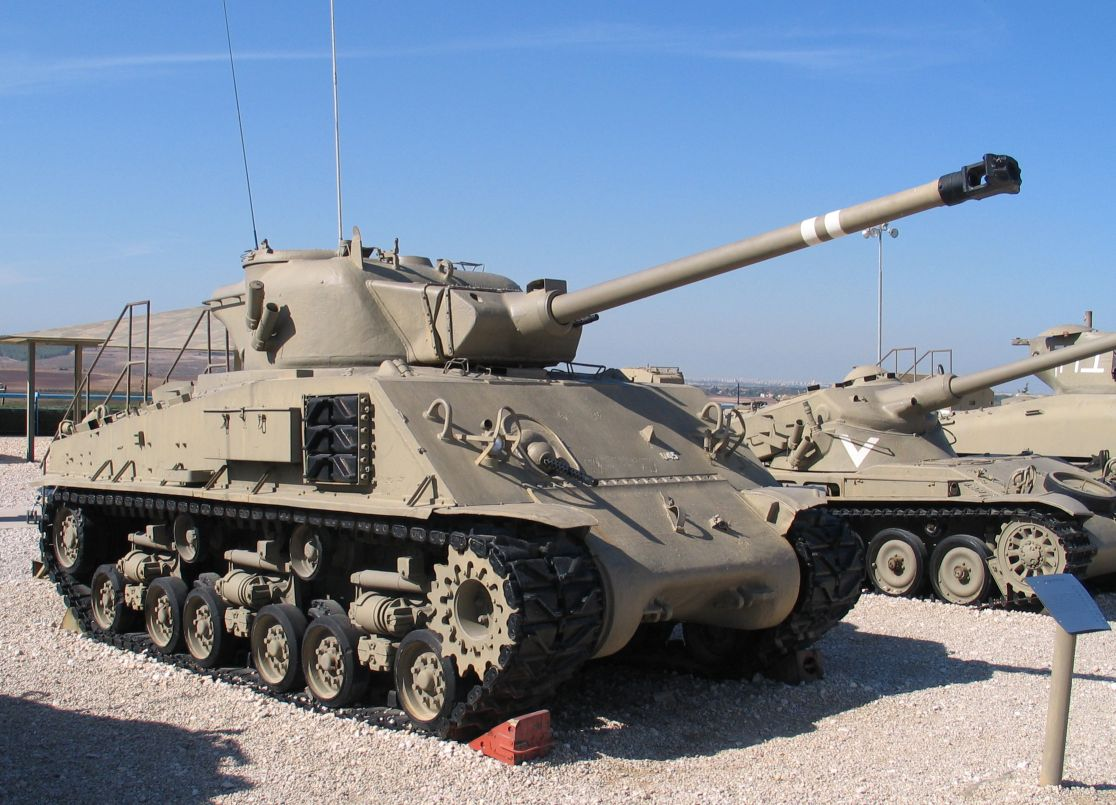
M50超級雪曼

超級雪曼坦克是以色列於1950年代研發的M4雪曼坦克的改進型，分爲「M50」、「M51」兩種型號。

## 歷史
以色列自建國後，一直與鄰國關係不睦，以色列軍方便開始四處購置武器，M4雪曼就是其中之一。而在M4雪曼的諸多型號之中，以色列人最欣賞的是安裝QF 17磅炮的英製雪曼螢火蟲，並且有意向英國採購這款坦克。但英國爲維持與阿拉伯國家的關係，拒絕向以色列出售雪曼螢火蟲，甚至還要求法國人也不能將其出口給以色列。不過，以色列在二戰後倒是收到了不少從盟軍中退役的雪曼坦克，這使得雪曼坦克在以色列裝甲車輛中佔大多數。於是，以色列人決定轉爲改進現有的雪曼坦克。
經過研究後，以色列決定將法製75毫米CN-75-50式戰車炮裝上雪曼坦克。1954年，以色列軍在整備手中的雪曼戰車的同時，派工程師前往法國的布爾日兵工廠，要求該廠爲以色列設計可以安裝75毫米CN-75-50式戰車炮的砲塔。1954年8月，該廠製造出兩個符合要求的砲塔。在測試後，以色列人對這款砲塔感到滿意，並開始批量訂貨。從1955年12月開始，以色列安裝該型砲塔的雪曼坦克開始陸續下線。這種雪曼坦克被稱爲「M50」。

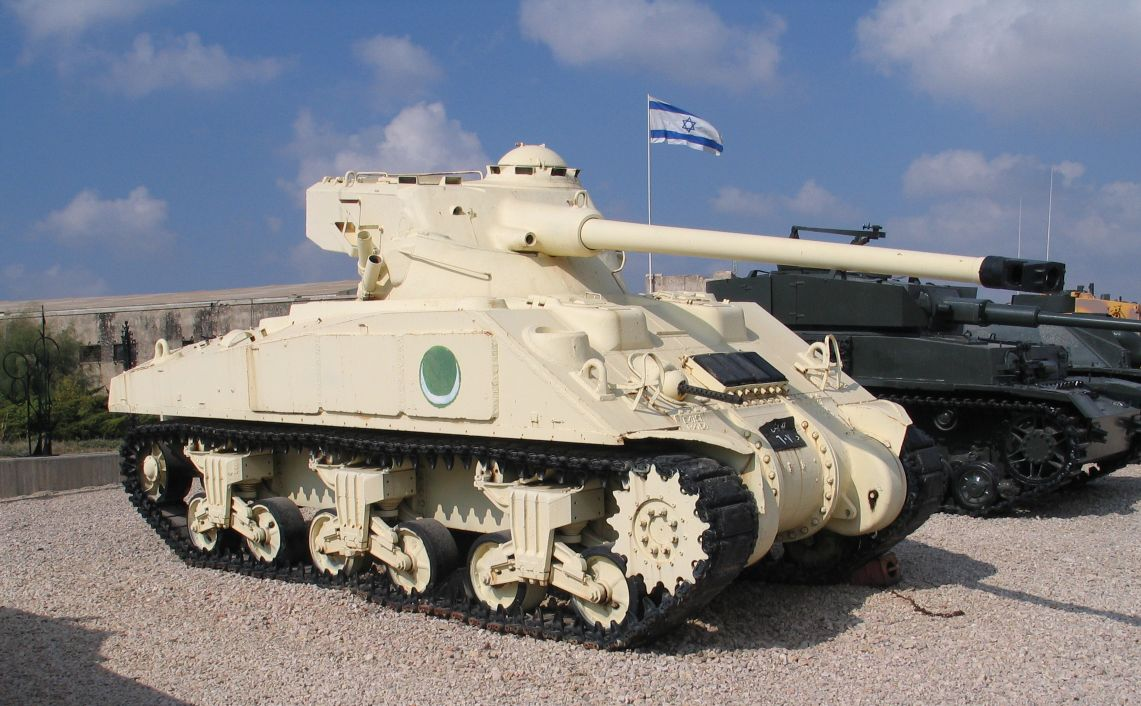
裝上AMX-13坦克的砲塔的M4雪曼坦克。這輛坦克原爲埃及所有，但在戰鬥中爲以色列軍所繳獲

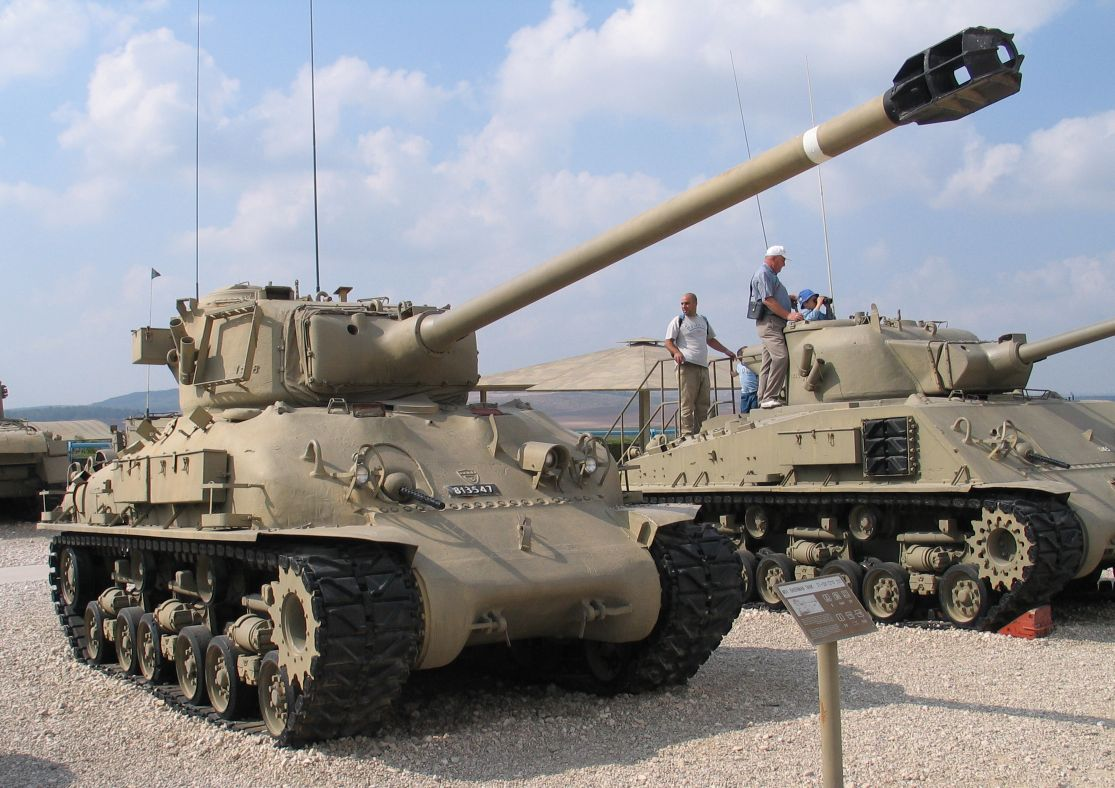
M51超級雪曼

不過，隨着時間的推移，T-55、T-62等蘇製主戰坦克開始出現在阿拉伯國家的軍隊中。而當時包括M50、AMX-13在內的以色列軍中的坦克難以擊穿這些坦克的裝甲。而因爲M4坦克的砲塔座圈高，能夠安裝75毫米的CN-75-50式戰車炮已是被認爲是極限。不過，以色列人並沒有放棄。他們首先研發出了後座力相對較小的破甲彈。然後，再讓法國的布爾日兵工廠將105毫米CN-105-F1式戰車炮的砲管長改短（以色列將改短後的火炮編號爲D1504）。這樣雖然讓火炮的威力得到了一定的降低，但是，卻使得它能被裝上M4坦克。1960年，第一輛安裝D1504式戰車炮的M4雪曼坦克下線。這種坦克被稱爲M51。在其後的戰爭中，這款坦克有着不俗的表現。
另外，以色列人還曾經將法國的155毫米榴彈炮裝在M4雪曼坦克的底盤上。這款車輛被稱爲「M50/155」。
現在，M50和M51都已悉數從以色列軍中退役。一部分坦克被賣到了智利。以色列人將留存的少量M51坦克改裝成了工程車或是自行火炮。

## 類似的設計
在第二次中東戰爭中，埃及軍隊在M4雪曼戰車上安裝了配有75mm火炮的AMX-13坦克炮塔。這些坦克有過與M50坦克作戰的記錄。

## 評價
《Tanks: Main battle and light tanks》（《坦克：主戰坦克和輕型坦克》）一書認爲，這款坦克是過時的坦克通過改裝而使得性能得到較大提升的典範。

## 外部連結
- 一些M50超級雪曼的圖片（英語） （页面存档备份，存于）
- 資料整理頁面（英語） （页面存档备份，存于）